# بدء الشعرة (طب)

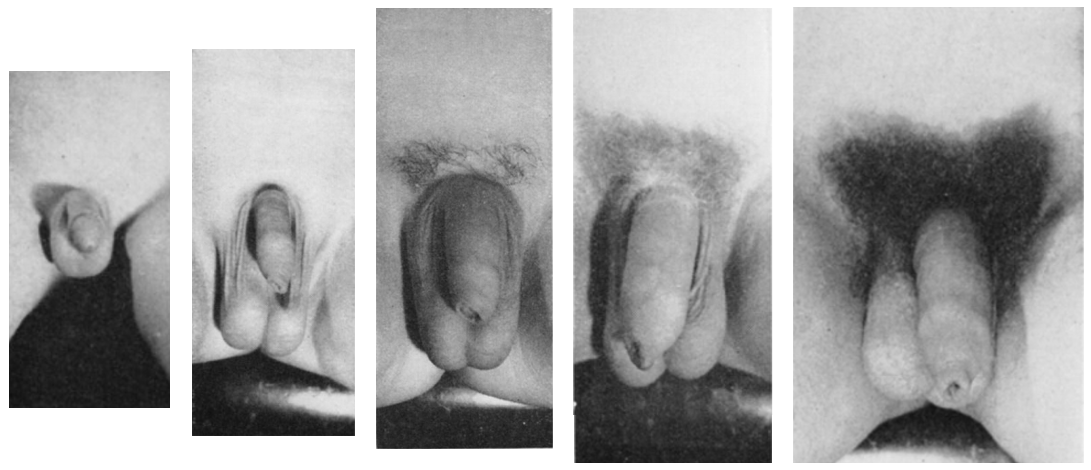
تطوير قضيب بشري غير مختون (خمس مراحل).

بدء الشعرة (بالإنجليزية: Pubarche)‏ يشير إلى أول ظهور لشعر العانة في الطفل. وهي التغيرات الطبيعية للبلوغ ولكن لا يجب الاعتماد عليها حيث يمكن أن تحصل منفصلة عن البلوغ المكتمل. ينتج بدء الشعرة بعلو مستوى الأندروجين من الغدة الكظرية أو الخصية وقد يكون السبب أيضا تعرض الطفل للستِيرُويد الابْتِنائيّ الأنْدرُوجِينيّ.
عندما يحدث بدء الشعرة بوقت مبكراً (في مرحلة مبكرة أو في مرحلة الطفولة) يطلق عليه اسم بدء الشعرة المبكر وقد تتطلب إجراء فحوصات. عنفوان التكظر هو أهم سبب من أسباب بدء الشعرة المبكر، وبعض الأسباب النادرة تشمل البلوغ المبكر وفرط تنسج الكظرية الخلقي والأورام التي تفرز الأندروجين سواء من الكظر أو الغدة التناسلية. عندما يتم استبعاد جميع الأسباب المرضية ولا يوجد مفسر لظهور شعر العانة في وقت مبكر دون وجود التغيرات الفيزيائية أو الهرمونية المصاحبة للبلوغ يطلق عليه اسم بدء الشعرة المبكر المستفردة.

## متوسط عمر بدء الشعرة للذكور والإناث
يختلف متوسط بداية بدء الشعرة بسبب عوامل كثيرة منها: المناخ والتغذية والوزن والتنشئة والجينات. أول ظهور (وغالباً ما يكون عابراً) لشعر العانة الناجمة عن عنفوان التكظر بين سن 6-10 أي قبل سن البلوغ بفترة.
خلال فترة البلوغ يميل إلى أن يحدث بدء الشعرة في الفتيات في وقت أبكر من الأولاد، كما هو الحال مع معظم مراحل البلوغ والبلوغ كمجمل. ويتراوح متوسط عمر الإناث بين 9-12 سنة، وبالنسبة للذكور، حوالي 10-12 سنة.